# Macropsis dimorpha
Macropsis dimorpha är en insektsart som beskrevs av Hamilton 1983. Macropsis dimorpha ingår i släktet Macropsis och familjen dvärgstritar. Inga underarter finns listade i Catalogue of Life.